# Bauhinia podopetala
Bauhinia podopetala är en ärtväxtart som beskrevs av John Gilbert Baker. Bauhinia podopetala ingår i släktet Bauhinia och familjen ärtväxter. Inga underarter finns listade i Catalogue of Life.